# Liber Gomorrhianus
Liber Gomorrhianus («Книга Гоморры») —  сочинение католического монаха-бенедиктинца Петра Дамиани, направленное папе римскому Льву IX в 1049 году. В нём он выступал против плотских пороков, распространившихся среди клира. Считается первым специализированным теологическим сочинением, которое посвящено проблеме гомосексуализма. Теологи останавливались на этом вопросе и до Дамиани. Так, Блаженный Августин отмечал в  «Исповеди»  противоестественность  гомосексуальных  отношений, так как они не направлены на деторождение,  что вступает в противоречие с замыслом  Божием. Дамиани писал о тяжёлом характере опасности этого «отвратительного и позорнейшего греха» и призывал папу римского начать «самое суровое преследование» содомитов, так как в противном случае «меч гнева Божьего окажется обнажён и в своей неукротимой жестокости падёт [на головы] многих». Он также отнёс гомосексуальные отношения к уголовным преступлениям, которые должны караться смертной казнью. По его мнению, содомиты выступают против церковных основ и законов человеческого общежития, а следовательно, должны быть изгнаны с позором. Лев IX похвалил стремление Дамиани к защите целомудрия и осуждении порока. Он смягчил предложения автора о решительных действиях против греховного духовенства и исключил из их рядов только тех, кто вёл себя порочно неоднократно и в течение длительного периода времени. Сочинение не стало официальной церковной политикой.  